# Козьма Пресвитер
Козьма́ Пресви́тер (болг. Презвитер Козма) — болгарский церковный писатель X века, представитель Преславской книжной школы. Автор трудов «Беседа против богомилов» и «О монахах».
Конкретные сведения о его жизнь не сохранились. Жил в эпоху Первого Болгарского царства, в царствование Петра І (927—969). Судя по его имени, был обычным священником (пресвитером).
«Беседа против богомилов» Козьмы Пресвитера является ценным источником для изучения богомильства. Его работа содержит информацию о времени появления, о характере этой ереси и обрядах богомилов. В своей «Беседе» Козьма выражает негативное мнение официальной церкви касательно богомильства.
В беседе «О монахах» он критикует пороки, сложившиеся у монашеского сообщества.[прояснить]
В память о Козьме Пресвитере названа деревня Козма-Презвитер в Тырговиштской области, Болгарии.

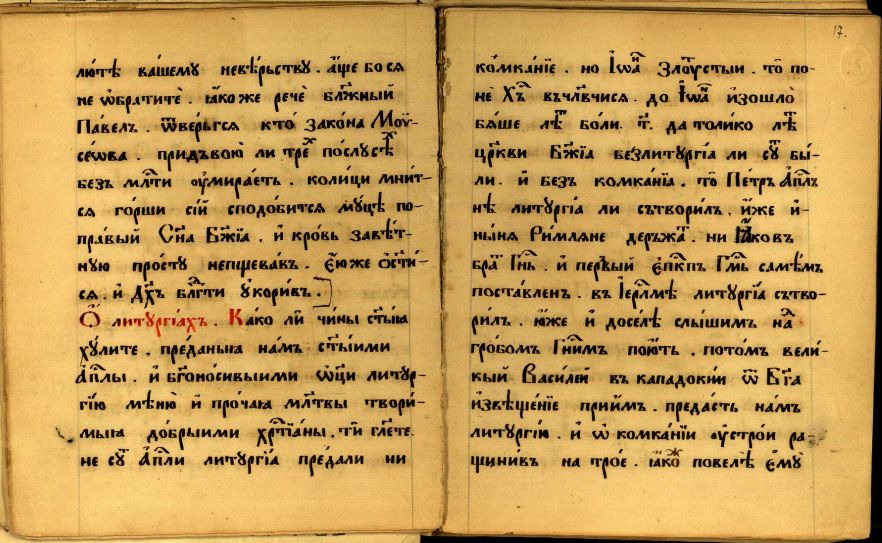
Страницы из «Беседа против богомилов»